# Пюрмеренд
Пюрмеренд (хол. Purmerend произн.) е град и община в района Ватерланд в холандската провинция Северна Холандия.
Общината има 77 858 жители, по данни от преброяването към 1 юли 2006 г. и има площ от 24,52 km² (от които 0,65 km² вода). Община Пюрмеренд е част от градския район Регионален орган Амстердам. Градът се харесва преди всичко на хора, работещи в Амстердам и пътуващи всеки ден дотам. Има две жп гари: Пюрмеренд и Пюрмеренд Овервере. Строи се трета гара, Пюрмеренд Вайдевене, която ще бъде завършена в началото на 2007 г.

## Други населени места в общината
Села/селца:
- Пюрмер (отчасти)
- Пюрмербюрт (едновременно село и махала).

## История
Пюрмеренд е основан до и от рибарското селце Пюрмер, което е било разположено на сушата между Пюрмермер, Бемстермер и Вормермер. След като едно наводнение прогонва жителите, Вилем Егерт основава Пюрмеренд. Граф Вилем IV му позволява през 1410 г. да си построи замък, Пюрмерстайн. Замъкът просъществувал до около 1741 г. Съборен е, защото започнал да се руши. Населеното място Пюрмер все още съсществува и е долепено до града между общините Пюрмеренд, Ватерланд и Едам-Волендам.
Градът е заобиколен от полдери като Пюрмер, Бемстер и Вормер. Става пазарен център в околността, но населението му нараства бавно. Едва след 1960 г. населението нараства от около 10 000 на около 75 000. Градът е разположен удобно спрямо Амстердам, където много негови жители, често бивши жители на Амстердам, работят и се забавляват.
През 2003 г. Пюрмеренд е наречен „Лунапарков град“ на Холандия. Освен с лунапарка, Пюрмеренд е известен преди всичко с пазарите си (за добитък). Граф Егмонд дава пазарни права на Пюрмеренд през 1484 г. Тох бързо получава името „Пазарен град“. През 2001 г. пазарите за добитък са прекратени поради епидемията от шап. Традицията се възстановява само частично с обикновен пазар и ограничен покрит пазар за млади телета и овце със строги хигиенни норми.

## Квартали
- Център („градчето“) (Centrum ('het stadje'))
- Зойдерполдер (Zuiderpolder)
- Овервере-Север (Overwhere-Noord)
- Овервере-Юг (Overwhere-Zuid)
- Де Горс-Юг (De Gors-Zuid)
- Де Горс-Север (De Gors-Noord)
- Запад (West)
- Пюрмер-Юг (Purmer-Zuid)
- Пюрмер-Норд (Purmer-Noord)
- Вермолен (Wheermolen)
- Вайдевене (Weidewenne)
- Бансте-Запад (Baanstee-West)
- Бансте-Изток (Baanstee-Oost)
- Бансте-Север (Baanstee-Noord)
- Де Ког (De Koog)
- Моленког (Molenkoog)

## Разпределение на местата в общинския съвет
- Партия на труда 9 места
- Народна партия за свобода и демокрация 6 места
- Обитаем Пюрмеренд 5 места
- Социалистическа партия 4 места
- Християнско-демократичен апел 3 места
- Общ съюз на възрастните хора 3 места
- Градска партия П93 2 места
- Зелена левица 2 места
- Демократи 66 1 място

## Училища
- Jan van Egmond College VWO, HAVO & VMBO-T(MAVO).
- Clusius college Vmbo-KBG, Vmbo-T(MAVO).
- Da Vinci College VWO, HAVO & VMBO-T (MAVO).
- Koogmolen VMBO-BB & VMBO KBL (VBO).
- Regio College Zaanstreek/Waterland MBO Niveau 1 t/m 4.
- Много основни училища.
- Много специални училища.
- Без висши училища и университет.

## Побратимени градове
- Ихлава (Чехия)